# Palazzo Bastogi (Via Cavour)

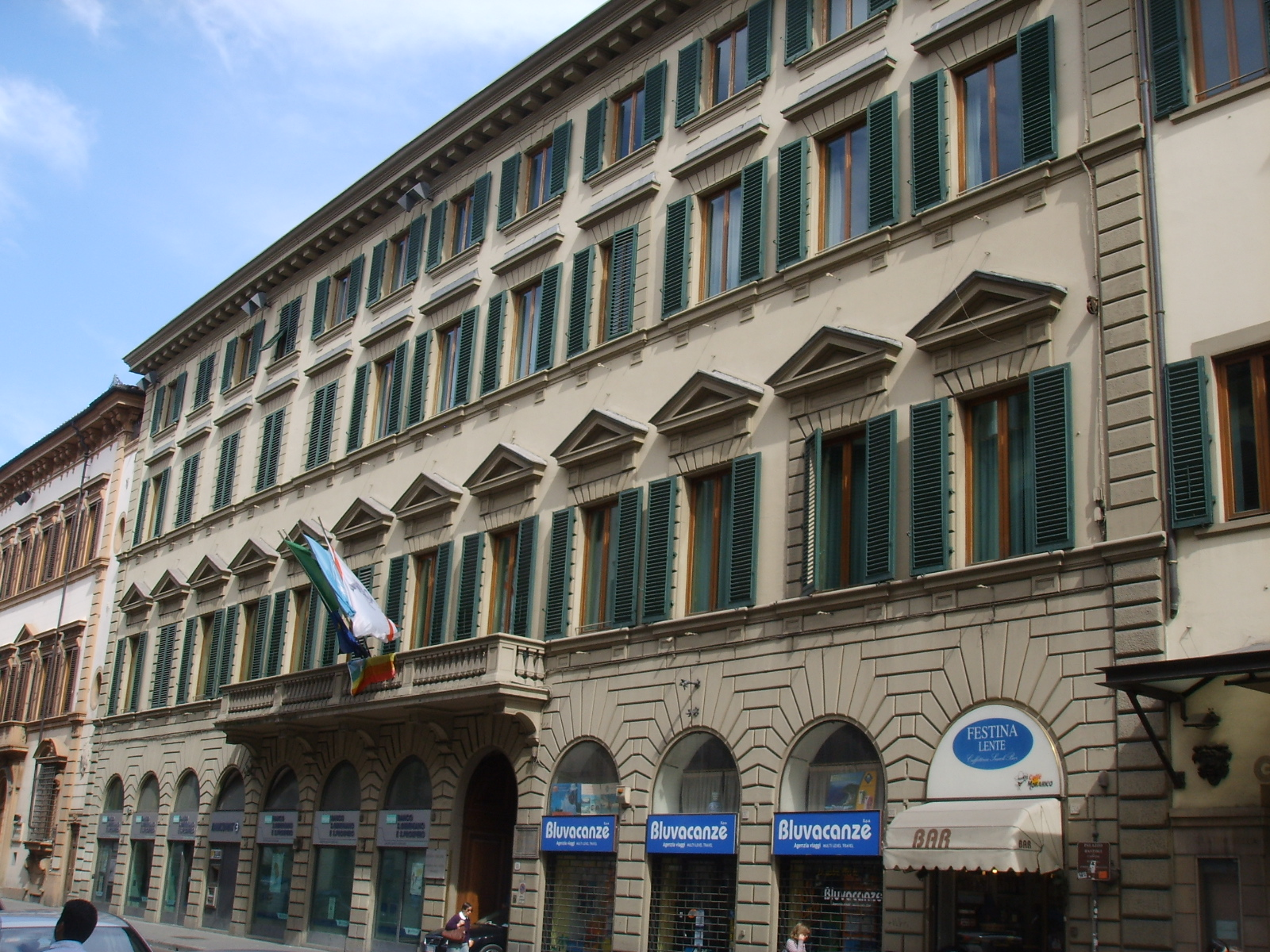
Fachada do Palazzo Bastogi da Via Cavour.

O Palazzo Bastogi é um palácio de Florença que se encontra na Via Cavour.

## História

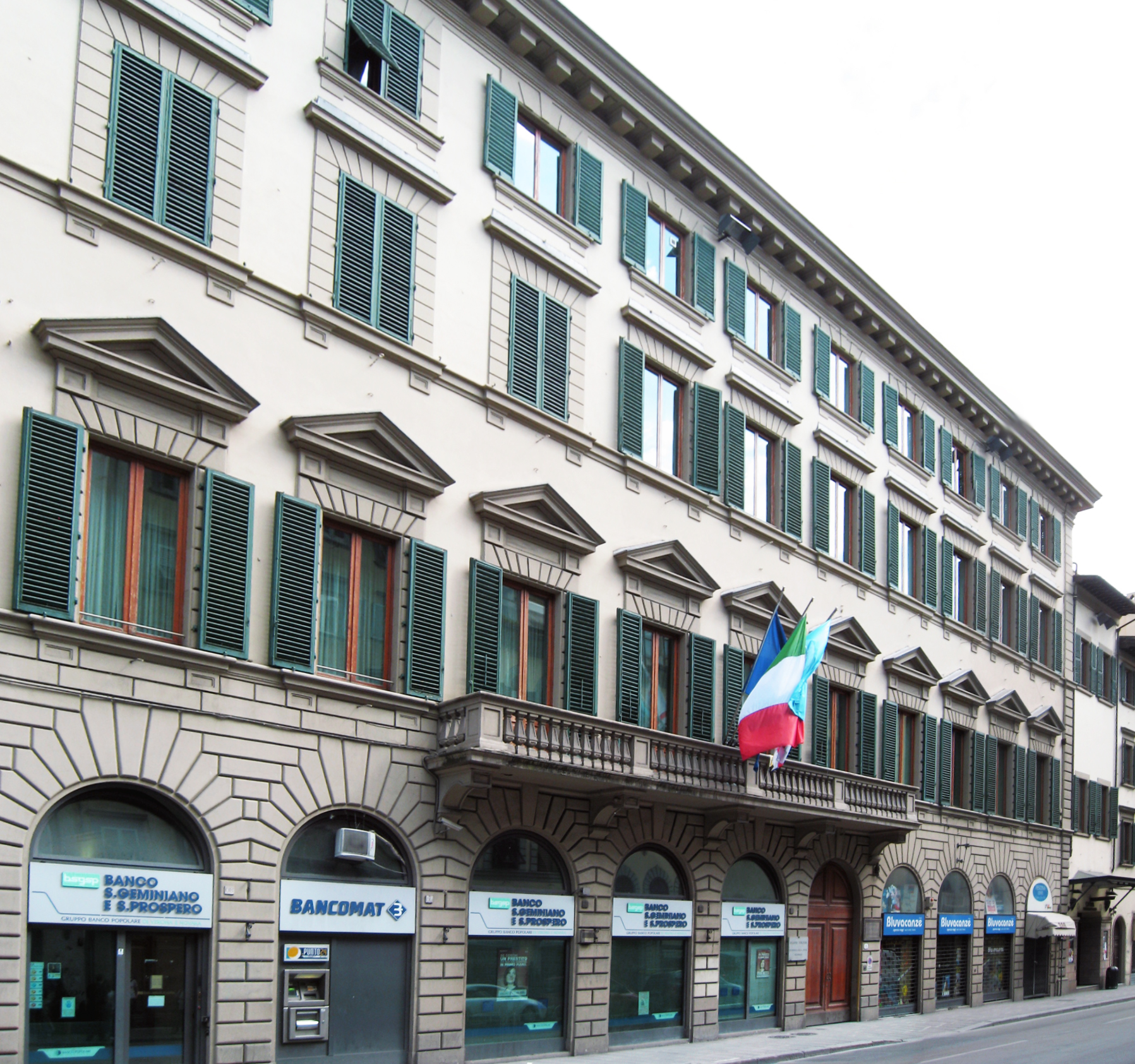
Fachada do Palazzo Bastogi.

O Palazzo Bastogi foi edificado no século XVIII, pelo arquitecto Ferdinando Ruggieri, para os Capponi. No entanto, com o passar do tempo, o palácio mudaria várias vezes de proprietário.
Entre 1825 e 1854 pertenceu à família nobre de origem polaca dos Poniatowski, que mais tarde o cedeu aos Giuntini, em 1855. Esses inicaram um processo de reestruturação, para o qual encarregaram o arquitecto Giuseppe Poggi. Este, realizou uma nova fachada, um corpo dirigido ao jardim e uma escadaria monumental, além de transformar vários elementos internos inspirando-se na arquitectura tradicional florentina. Naquele período, também trabalharam ali alguns dos mais conhecidos pintores da época, como Giuseppe Bezzuoli e Ottavio Bandinelli. 
Em 1878, o palácio foi adquirido por Pietro Bastogi, um dos mais ricos financeiros e empreendedores do seu tempo, enriquecido com a construção da nova Società Italiana per le strade ferrate meridionali (Sociedade Italiana para as Estradas de Ferro Meridionais) e com a exploração dos minérios de ferro da Ilha de Elba, fundando, por outro lado, o Banco de Itália com a fusão de vários bancos independentes compreendidos na Banca Nazionale Toscana. A sua família sofreu um colapso financeiro no início do século XX, pelo que foi obrigada a vender o palácio.
A partir de então, o edifício deixou de servir de residência, passando a pertencer, consecutivamente, ao Automóvel Clube, que ali fez a sua sede, à Fondiaria Assicurazioni (uma companhia de seguros) e à Pirelli, antes de se tornar sede da Junta Regional Toscana, a partir de 1995. De facto, a bandeira regional adeja no balcão central, ao lado da europeia e da italiana.

## Arquitectura

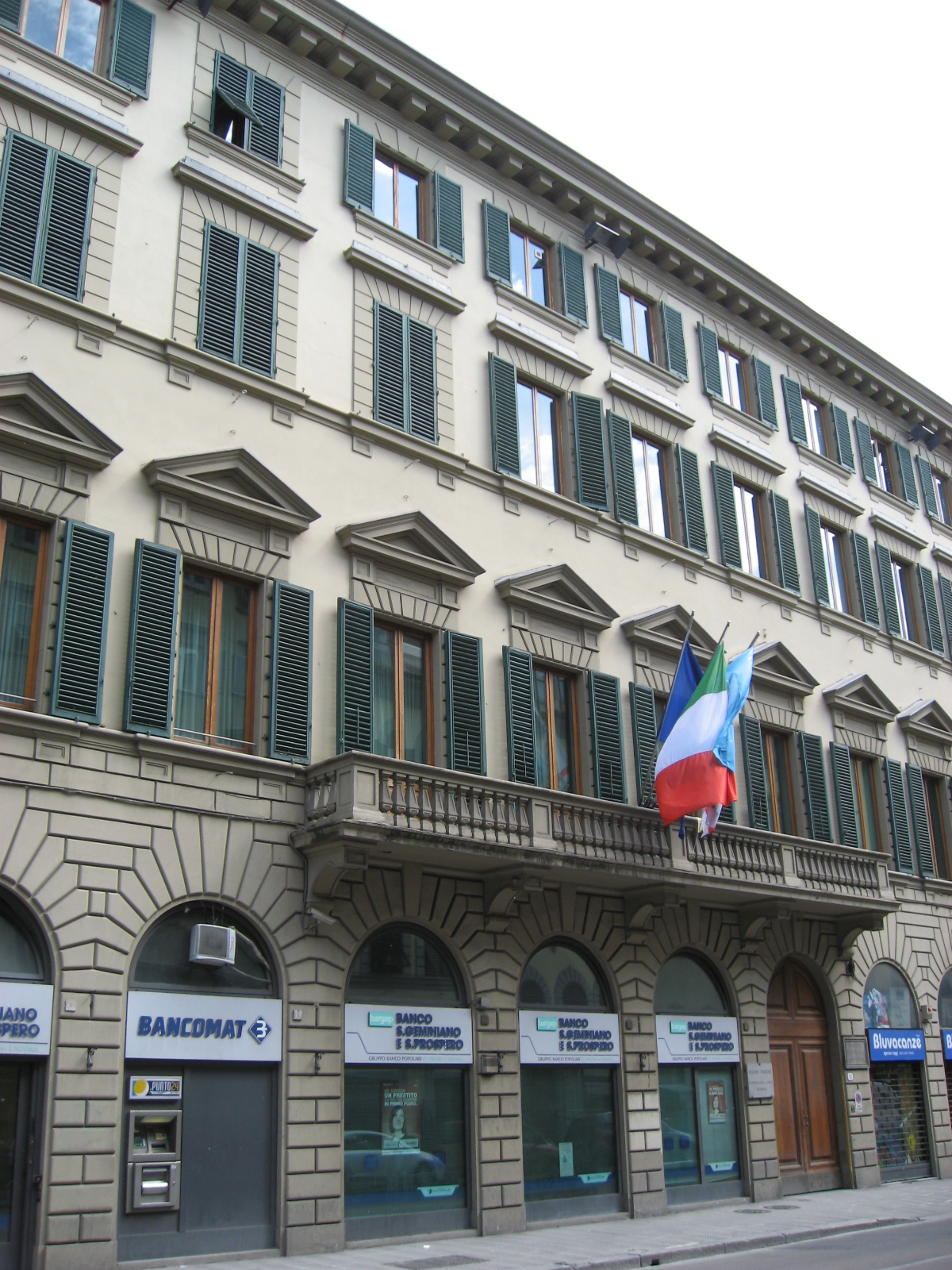
Parte central da fachada.

No piso térreo, recoberto por colmeado, abrem-se doze arcos, quatro dos quais sob a varanda central. Actualmente, estão ocupados por lojas e por um estabelecimento de crédito. O primeiro andar é caracterizado por uma sequência de outras tantas janelas timpanadas.
O segundo andar é sublinhado por uma cornija marca-piso à altura dos parapeitos, enquanto no último piso as aberturas são decoradas por molduras mais simples.
No interior, algumas salas possem decorações de particular relevo. Entre estas, destaca-se a Sala della Giunta (Sala da Junta), antigo Salone delle Feste (Salão das Festas), que apresenta afrescos no tecto e nas lunetas das paredes, alde pinturas do século XVI e um imponente lampadário oitocentista. A Sala delle Collezioni (Sala das Colecções), actual gabinete do presidente, deve o seu nome à colecção de pedras preciosas pertencentes aos Poniatowski e apresenta um tecto frescado com uma representação alegórica das "Artes". A pouca distância encontram-se o Salotto della Contessa Bastogi-Rondinelli-Vitelli (Saleta da Condessa Bastogi-Rondinelli-Vitelli), com tecto afrescado representando um céu onde voam dezenas de aves de todas as variedades, e a Camera del Marchese (Câmara do Marquês), actual sala do vice-presidente), onde está suspensa uma tapeçaria flamenca com a "História do Rei David".
Algumas das tapeçarias e pinturas do palácio vieram do Palazzo Strozzi di Mantova, provenientes da Colecção Strozzi-Sacrati.